# Molophilus ozotus
Molophilus ozotus är en tvåvingeart som beskrevs av Alexander 1968. Molophilus ozotus ingår i släktet Molophilus och familjen småharkrankar. Inga underarter finns listade i Catalogue of Life.